# Lit à ossements

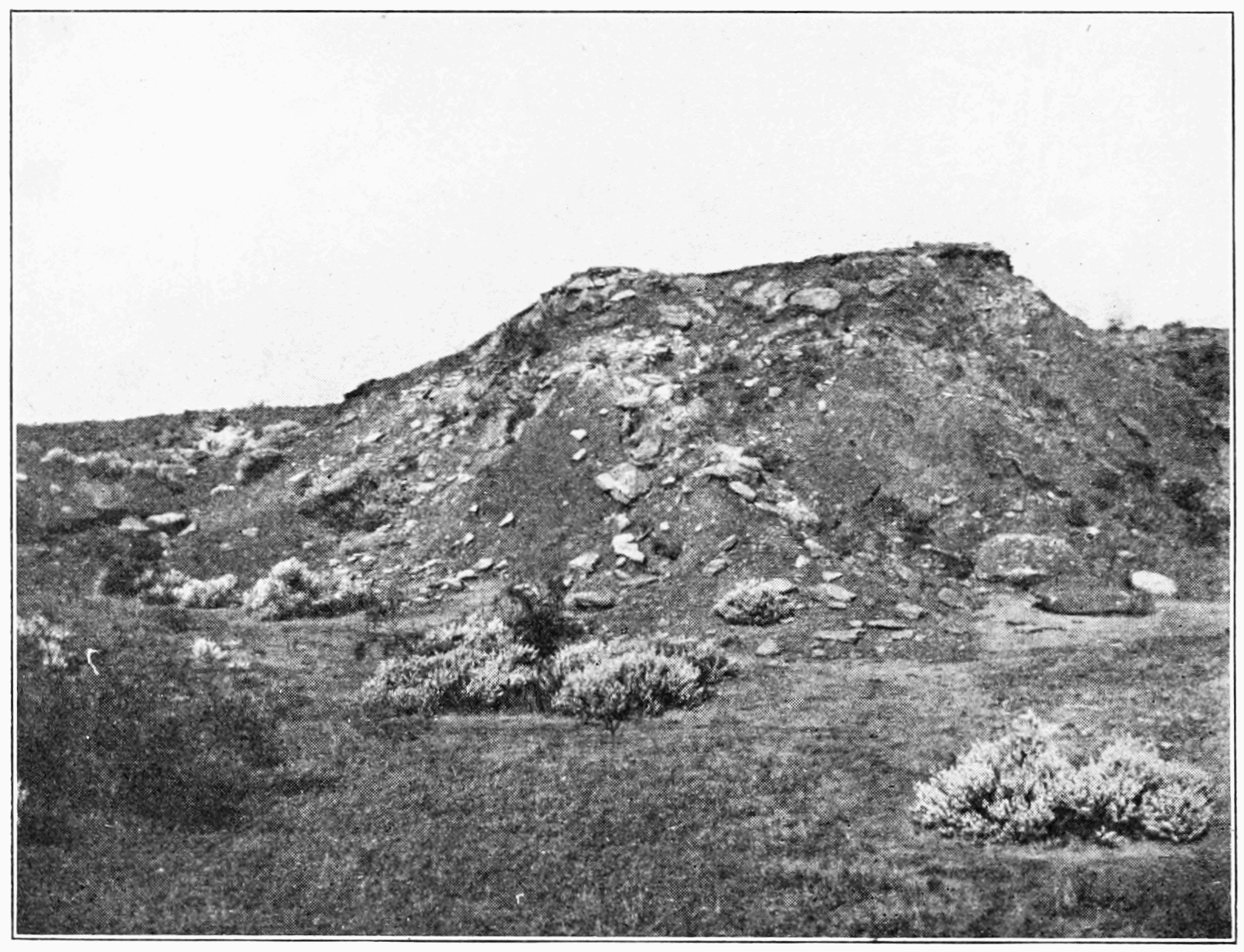
Lit à ossements au Texas (États-Unis).

Un lit à ossements, couche à ossements ou dépôt d'ossements (bone bed) désigne n'importe quelle strate ou dépôt géologique contenant des os, peu importe la sorte. Ces dépôts sont inévitablement de nature sédimentaire.
Sans être un terme formel, l'expression « lit à ossements » est surtout utilisée pour décrire des collections denses.
De manière plus spécifique, le terme est utilisé pour connoter certains couches minces de fragments d'os. L'une des mieux connues du genre sont les Ludlow Bone Bed, qui se trouvent à la base des Downton Sandstone du groupe de Ludlow (en). Un autre est connu sous le nom de lit à ossements de Bristol ou du Lias. De mêmes types de lits sont observées dans des dépôts de mêmes horizons et présents au Brunswick (en), Hanovre, Franconie et Tübingen,. D'autres lits à ossements ont été découverts à la base de couches de calcaire datées du Carbonifère dans certaines parties du sud-ouest de l'Angleterre.
D'autres lits à ossements ont été identifiés en Amérique du Nord et du Sud, en Mongolie et en Chine.